# Bengt Bellander (silversmed)
Bengt Bellander, född 1948, är en svensk silversmed.
Bellander studerade vid Konstfackskolan i Stockholm 1968-1971 och drev från 1972 egen verksamhet som formgivare och silversmed. Bellander är representerad vid bland annat Nationalmuseum, Röhsska konstslöjdmuseet i Göteborg och Norrköpings konstmuseum.